# Campeonato Europeu de Atletismo em Pista Coberta de 2011 - Pentatlo feminino
A prova do pentatlo feminino do Campeonato Europeu de Atletismo em Pista Coberta de 2011 foi disputada no dia 4 de março de 2011 na AccorHotels Arena em Paris, França. 

## Recordes
Antes desta competição, os recordes mundiais e do campeonato nesta prova eram os seguintes:
|                       | Nome           | Nacionalidade | Pontos   | Local  | Data                    |
| --------------------- | -------------- | ------------- | -------- | ------ | ----------------------- |
| Recorde mundial       | Irina Belova   | CEI           | 4991 pts | Berlim | 15 de fevereiro de 1992 |
| Recorde do campeonato | Carolina Klüft | Suécia        | 4948 pts | Madri  | 5 de março de 2005      |
| Recorde europeu       | Irina Belova   | CEI           | 4991 pts | Berlim | 15 de fevereiro de 1992 |

## Medalhistas
| Ouro                             | Prata                | Bronze               |
| Antoinette Nana Djimou Ida (FRA) | Austra Skujytė (LTU) | Remona Fransen (NLD) |

## Resultados

### 60 metros com barreiras
A prova foi realizada às 9:00.
| Posição. | Bateria | Raia | Atleta                     | Nacionalidade | Tempo | Notas                | Puntos |
| -------- | ------- | ---- | -------------------------- | ------------- | ----- | -------------------- | ------ |
| 1        | 2       | 6    | Antoinette Nana Djimou Ida | França        | 8.11  | =                    | 1.104  |
| 2        | 2       | 8    | Zuzana Hejnová             | Chéquia       | 8.25  | Recorde pessoal      | 1.073  |
| 3        | 2       | 4    | Sara Aerts                 | Bélgica       | 8.28  | Recorde pessoal      | 1.066  |
| 4        | 2       | 3    | Grit Šadeiko               | Estónia       | 8.32  |                      | 1.057  |
| 5        | 2       | 7    | Karolina Tymińska          | Polónia       | 8.34  | =                    | 1.052  |
| 6        | 1       | 6    | Marina Gončarova           | Rússia        | 8.52  | Recorde pessoal      | 1.013  |
| 7        | 2       | 5    | Bárbara Hernando           | Espanha       | 8.59  |                      | 997    |
| 8        | 1       | 5    | Austra Skujytė             | Lituânia      | 8.60  | Recorde pessoal      | 995    |
| 9        | 1       | 3    | Kaie Kand                  | Estónia       | 8.62  | Recorde da temporada | 991    |
| 10       | 1       | 4    | Jessica Samuelsson         | Suécia        | 8.63  | Recorde da temporada | 989    |
| 11       | 2       | 1    | Remona Fransen             | Países Baixos | 8.64  | Recorde pessoal      | 987    |
| 12       | 2       | 2    | Aiga Grabuste              | Letônia       | 8.68  |                      | 978    |
| 13       | 1       | 2    | Ida Marcussen              | Noruega       | 8.72  | Recorde da temporada | 969    |
| 14       | 1       | 8    | Jana Panteleeva            | Rússia        | 8.84  |                      | 944    |
| –        | 1       | 7    | Eliška Klučinová           | Chéquia       |       | DNS                  |        |

### Salto em altura
A prova foi realizada às 9h55. 
| Posição. | Atleta                     | Nacionalidade | Resultados | Puntos | Notas                |
| -------- | -------------------------- | ------------- | ---------- | ------ | -------------------- |
| 1        | Remona Fransen             | Países Baixos | 1,92       | 1.132  | Recorde nacional     |
| 2        | Austra Skujyte             | Lituânia      | 1,83       | 1.016  |                      |
| 3        | Antoinette Nana Djimou Ida | França        | 1,80       | 978    | Recorde da temporada |
| 4        | Zuzana Hejnová             | Chéquia       | 1,80       | 978    | Recorde pessoal      |
| 5        | Marina Gončarova           | Rússia        | 1,77       | 941    | Recorde da temporada |
| 6        | Grit Šadeiko               | Estónia       | 1,77       | 941    | =                    |
| 7        | Jana Panteleeva            | Rússia        | 1,77       | 941    |                      |
| 8        | Kaie Kand                  | Estónia       | 1,74       | 903    |                      |
| 9        | Sara Aerts                 | Bélgica       | 1,74       | 903    | Recorde pessoal      |
| 9        | Karolina Tymińska          | Polónia       | 1,74       | 903    |                      |
| 11       | Jessica Samuelsson         | Suécia        | 1,74       | 903    | Recorde pessoal      |
| 12       | Aiga Grabuste              | Letônia       | 1,71       | 867    |                      |
| 13       | Ida Marcussen              | Noruega       | 1,68       | 830    | Recorde da temporada |
| 14       | Bárbara Hernando           | Espanha       | 1,62       | 759    |                      |
| –        | Eliska Klucinova           | Chéquia       | DNS        |        |                      |

### Arremesso de peso
O evento foi realizado às 12h15.
| Posição. | Atleta                     | Nacionalidade | #1    | #2    | #3    | Resultados | Pontos | Notas                |
| -------- | -------------------------- | ------------- | ----- | ----- | ----- | ---------- | ------ | -------------------- |
| 1        | Austra Skujyte             | Lituânia      | 16,92 | X     | 17,53 | 17,53      | 1.031  | Recorde da temporada |
| 2        | Antoinette Nana Djimou Ida | França        | 14,81 | 14,16 | 13,95 | 14,81      | 848    | Recorde pessoal      |
| 3        | Jessica Samuelsson         | Suécia        | 14,32 | 13,89 | X     | 14,32      | 815    |                      |
| 4        | Aiga Grabuste              | Letônia       | 12,67 | 14,18 | 13,69 | 14,18      | 806    | Recorde pessoal      |
| 5        | Remona Fransen             | Países Baixos | 13,39 | 14,09 | 13,02 | 14,09      | 800    | Recorde pessoal      |
| 6        | Karolina Tymińska          | Polónia       | 14,06 | X     | 14,00 | 14,06      | 798    |                      |
| 7        | Marina Gončarova           | Rússia        | 13,63 | X     | 13,09 | 13,63      | 769    |                      |
| 8        | Sara Aerts                 | Bélgica       | X     | 13,51 | 13,47 | 13,51      | 761    | Recorde pessoal      |
| 9        | Jana Panteleeva            | Rússia        | 13,38 | X     | 13,21 | 13,38      | 753    | Recorde da temporada |
| 10       | Kaie Kand                  | Estónia       | 13,07 | 13,22 | X     | 13,22      | 742    | Recorde da temporada |
| 11       | Bárbara Hernando           | Espanha       | 12,85 | X     | 12,49 | 12,85      | 717    |                      |
| 12       | Ida Marcussen              | Noruega       | 12,49 | 12,37 | 12,23 | 12.49      | 694    |                      |
| 13       | Grit Šadeiko               | Estónia       | 11,55 | 12,23 | 11,99 | 12,23      | 676    |                      |
| 14       | Zuzana Hejnová             | Chéquia       | 11,71 | X     | 12,11 | 12,11      | 668    | Recorde pessoal      |
|          | Eliska Klucinova           | Chéquia       |       |       |       |            |        | DNS                  |

### Salto em distância
O evento foi realizado às 15h45. 
| Posição. | Atleta                     | Nacionalidade | #1   | #2   | #3   | Resultados | Pontos | Notas                |
| -------- | -------------------------- | ------------- | ---- | ---- | ---- | ---------- | ------ | -------------------- |
| 1        | Antoinette Nana Djimou Ida | França        | 6,34 | 6,18 | 6,19 | 6,34       | 956    | Recorde da temporada |
| 2        | Karolina Tymińska          | Polónia       | 5,98 | 6,33 | 6,28 | 6,33       | 953    | Recorde da temporada |
| 3        | Aiga Grabuste              | Letônia       | 6,17 | 6,29 | 6,17 | 6,29       | 940    |                      |
| 4        | Austra Skujyte             | Lituânia      | 6,15 | 6,22 | 6,25 | 6,25       | 927    |                      |
| 5        | Grit Šadeiko               | Estónia       | 6,19 | 6,11 | 6,02 | 6,19       | 908    | Recorde pessoal      |
| 6        | Sara Aerts                 | Bélgica       | 6,11 | 6,04 | X    | 6,11       | 883    | Recorde pessoal      |
| 7        | Marina Gončarova           | Rússia        | 5,38 | 5,98 | 6,09 | 6,09       | 877    | Recorde da temporada |
| 8        | Remona Fransen             | Países Baixos | 5,94 | X    | 6,07 | 6,07       | 871    | Recorde pessoal      |
| 9        | Ida Marcussen              | Noruega       | 5,97 | 6,06 | X    | 6,06       | 868    | Recorde da temporada |
| 10       | Jessica Samuelsson         | Suécia        | 6,04 | X    | 5,99 | 6,04       | 862    | Recorde da temporada |
| 11       | Kaie Kand                  | Estónia       | 5,97 | X    | 5,60 | 5,97       | 840    |                      |
| 12       | Jana Panteleeva            | Rússia        | 5,85 | 5,60 | 5,77 | 5,85       | 804    |                      |
| 13       | Bárbara Hernando           | Espanha       | 5,24 | 5,68 | 5,75 | 5,75       | 774    |                      |
| 14       | Zuzana Hejnová             | Chéquia       | X    | X    | 5,73 | 5,73       | 768    |                      |
| –        | Eliska Klucinova           | Chéquia       | –    | –    | –    | –          | –      | DNS                  |

### 800 metros
As eliminatórias foram realizadas às 18:22. 
| Posição. | Bateria. | Raia | Atleta                     | Nacionalidade | Tempo   | Notas                | Pontos |
| -------- | -------- | ---- | -------------------------- | ------------- | ------- | -------------------- | ------ |
| 1        | 1        | 2    | Zuzana Hejnová             | Chéquia       | 2:09.93 |                      | 966    |
| 2        | 1        | 5    | Jessica Samuelsson         | Suécia        | 2:12.55 | Recorde pessoal      | 928    |
| 3        | 1        | 3    | Kaie Kand                  | Estónia       | 2:12.86 | Recorde da temporada | 923    |
| 4        | 1        | 4    | Ida Marcussen              | Noruega       | 2:12.93 | Recorde pessoal      | 922    |
| 5        | 2        | 5    | Karolina Tymińska          | Polónia       | 2:14.06 |                      | 906    |
| 6        | 1        | 6    | Bárbara Hernando           | Espanha       | 2:15.87 | Recorde pessoal      | 881    |
| 7        | 2        | 3    | Remona Fransen             | Países Baixos | 2:16.24 | Recorde pessoal      | 875    |
| 8        | 2        | 6    | Marina Gončarova           | Rússia        | 2:16.66 | =                    | 869    |
| 9        | 2        | 2    | Antoinette Nana Djimou Ida | França        | 2:18.99 |                      | 837    |
| 10       | 1        | 6    | Jana Panteleeva            | Rússia        | 2:20.06 |                      | 823    |
| 11       | 1        | 1    | Grit Šadeiko               | Estónia       | 2:23.54 |                      | 776    |
| 12       | 2        | 1    | Aiga Grabuste              | Letônia       | 2:25.44 | Recorde da temporada | 751    |
| 13       | 2        | 4    | Austra Skujytė             | Lituânia      | 2:26.54 | Recorde da temporada | 737    |
| 14       | 2        | 6    | Sara Aerts                 | Bélgica       | 2:31.94 |                      | 669    |
| –        | 1        | 7    | Eliška Klučinová           | Chéquia       |         | DNS                  |        |

### Classificação final
| Posição.          | Atleta                     | Nacionalidade | Pontos | Notas                                  |
| ----------------- | -------------------------- | ------------- | ------ | -------------------------------------- |
| Medalha de ouro   | Antoinette Nana Djimou Ida | França        | 4.723  | Melhor marca do ano · Recorde nacional |
| Medalha de prata  | Austra Skujyte             | Lituânia      | 4.706  |                                        |
| Medalha de bronze | Remona Fransen             | Países Baixos | 4.665  | Recorde pessoal                        |
| 4                 | Karolina Tymińska          | Polónia       | 4.612  | Recorde da temporada                   |
| 5                 | Jessica Samuelsson         | Suécia        | 4.497  | Recorde da temporada                   |
| 6                 | Marina Gončarova           | Rússia        | 4.469  | Recorde da temporada                   |
| 7                 | Zuzana Hejnová             | Chéquia       | 4.453  | Recorde pessoal                        |
| 8                 | Kaie Kand                  | Estónia       | 4.399  | Recorde da temporada                   |
| 9                 | Grit Šadeiko               | Estónia       | 4.358  |                                        |
| 10                | Aiga Grabuste              | Letônia       | 4.342  |                                        |
| 11                | Ida Marcussen              | Noruega       | 4.283  | Recorde nacional                       |
| 12                | Sara Aerts                 | Bélgica       | 4.282  | Recorde pessoal                        |
| 13                | Jana Panteleeva            | Rússia        | 4.265  |                                        |
| 14                | Bárbara Hernando           | Espanha       | 4.128  |                                        |

Legenda
| Recorde mundial       | Recorde mundial (World record)               |                       | Recorde africano                      | Recorde africano (African) |                                           | Q | Classificado por posição (Qualified) |
| Recorde do campeonato | Recorde do campeonato (Championship record)  | Recorde da América    | Recorde da América (Americas)         | q                          | Classificado por melhor tempo (Qualified) |   |                                      |
| Melhor marca do ano   | Melhor marca do ano (World leading)          | Recorde asiático      | Recorde asiático (Asian)              | DNS                        | Não largou (Did not start)                |   |                                      |
| Recorde nacional      | Recorde nacional (National record)           | Recorde europeu       | Recorde europeu (European)            | DNF                        | Não terminou (Did not finish)             |   |                                      |
| Recorde pessoal       | Recorde pessoal do atleta (Personal best)    | Recorde da Oceania    | Recorde da Oceania (Oceania)          | DSQ / DQ                   | Desclassificado (Disqualified)            |   |                                      |
| Recorde da temporada  | Recorde da temporada do atleta (Season best) | Recorde sul-americano | Recorde sul-americano (South America) | NM                         | Sem marca (No mark)                       |   |                                      |